# Eupithecia egregiata
Eupithecia egregiata is een vlinder uit de familie van de spanners (Geometridae). De wetenschappelijke naam van de soort is voor het eerst geldig gepubliceerd in 2008 door Mironov & Ratzel.
De soort komt voor in Pakistan en Afghanistan.